# Kōdai Sano
Kōdai Sano (佐野航大, Sano Kōdai), né le 25 septembre 2003 à Tsuyama au Japon, est un footballeur japonais. Il évolue au poste d'ailier gauche au NEC Nimègue.

## Biographie

### En club
Né à Tsuyama au Japon, Kōdai Sano étudie au Lycée Yonago Kita avant de rejoindre le Fagiano Okayama en janvier 2022. Le transfert est annoncé dès le 13 octobre 2021 et il signe son premier contrat professionnel avec ce club. 
Il joue son premier match en professionnel le 20 février 2022, lors de la première journée de la saison 2022 de deuxième division japonaise contre Ventforet Kōfu. Il entre en jeu et son équipe s'impose par quatre buts à un.
Le 17 août 2023, Kōdai Sano rejoint les Pays-Bas afin de s'engager en faveur du NEC Nimègue. Il signe un contrat courant jusqu'en juin 2028,.
Il joue son premier match sous ses nouvelles couleurs le 16 septembre 2023, à l'occasion d'une rencontre d'Eredivisie contre le PSV Eindhoven. Il entre en jeu et voit son équipe s'incliner par quatre buts à zéro,.

### En sélection
Kōdai Sano représente l'équipe du Japon des moins de 20 ans.